# 5기 여류국수전
5기 여류국수전은 한국기원 소속 여류기사들이 참가한 국내 바둑 기전이다. 결승에서는 윤영선 二단이 황염 二단을 2대 1로 꺾고 역전 우승하며 통산 4회 우승을 달성했다.

### 결승전
| 결승전 |        |   |  |  |  |  |
|        |        |   |  |  |  |  |
|        |        |   |  |  |  |  |
|        | 황염   | 1 |  |  |  |  |
|        | 윤영선 | 2 |  |  |  |  |

## 대국 결과
| 대진      | 연도   | 대국일자 | 승자        | 패자        | 결과             | 기보 |
| --------- | ------ | -------- | ----------- | ----------- | ---------------- | ---- |
| 승자 결승 | 1998년 | 8월 26일 | 황염 二단   | 윤영선 二단 | 262수 백 1집반승 |      |
| 패자 결승 | 1998년 | 9월 7일  | 윤영선 二단 | 이영신 初단 | 233수 흑 반집승  |      |
| 결승 1국  | 1998년 | 9월 21일 | 황염 二단   | 윤영선 二단 | 293수 백 6집반승 |      |
| 결승 2국  | 1998년 | 9월 25일 | 윤영선 二단 | 황염 二단   | 269수 백 3집반승 |      |
| 결승 3국  | 1998년 | 9월 29일 | 윤영선 二단 | 황염 二단   | 263수 흑 5집반승 |      |

## 특이 사항
윤영선 二단 통산 4회 우승, 해외파 중국 출신의 주부 여류기사 황염 二단의 준우승